# ماتيو بوبي
ماتيو بوبي (بالإيطالية: Matteo Bobbi)‏ هو سائق سيارة سباق ومهندس إيطالي، ولد في 2 يوليو 1978 في ميلانو في إيطاليا.

## وصلات خارجية
- ماتيو بوبي على موقع DriverDB.com (الإنجليزية)
- ماتيو بوبي على موقع CONI honoured athlete website (الإيطالية)

- الموقع الرسمي